# Доњи Луг
Доњи Луг је насељено мјесто у општини Жепче, Босна и Херцеговина.

## Историја
Доњи Луг је до 2001. била у саставу општине Завидовићи.

## Становништво
|             | 2013.        | 1991.        | 1981.        | 1971.        |
| Укупно      | 528 (100,0%) | 504 (100,0%) | 416 (100,0%) | 517 (100,0%) |
| Хрвати      | 527 (99,81%) | 499 (99,01%) | 406 (97,60%) | 514 (99,42%) |
| Срби        | 1 (0,189%)   | –            | –            | –            |
| Југословени | –            | 3 (0,595%)   | 5 (1,202%)   | –            |
| Бошњаци     | –            | 2 (0,397%)1  | 5 (1,202%)1  | 3 (0,580%)1  |

1. 1 На пописима од 1971. до 1991. Бошњаци су пописивани углавном као Муслимани.